# Alois Springer
Alois Springer (* 20. Dezember 1935 in Groß Olkowitz, Tschechoslowakei) ist ein deutscher Dirigent und Violinist. 

## Leben
Alois Springer  erhielt bereits im Alter von sechs Jahren Geigenunterricht. Nach der Vertreibung aus seiner Heimat, dem Sudetenland, und einer abgebrochenen kaufmännischen Lehre entdeckte der Leiter des Fuldaer Kammerorchesters, Heinz von Schumann, sein Talent auf der Geige. Er machte Springer mit 15 Jahren zu seinem Konzertmeister. Am 18. Januar 1953 gab Springer als Violin-Solist mit dem Fuldaer Kammerorchester sein Debüt im Hessischen Rundfunk. Danach studierte er von 1954 bis 1956 Violine und Klavier an der Musikhochschule Frankfurt am Main. Im Anschluss daran nahm er das Dirigierstudium bei Martin Stephanie am Bergischen Landeskonservatorium in Wuppertal auf. Im selben Jahr wurde er 1. Violinist und Assistenzdirigent im Zürcher Kammerorchester.
1959 wurde Springer zum 1. Konzertmeister an der Oper Trier ernannt. Von 1965 bis 1969 war er als Violin-Solist und zweiter Dirigent beim Radio Symphony Orchestra Luxembourg angestellt. 1966 wurde Springer von Erich Leinsdorf nach Tanglewood geholt und arbeitete dort als Assistent von Leinsdorf und Adrian Boult mit dem Boston Symphony Orchestra zusammen. In Tanglewood, beim International Berkshire Music Festival 1965, lernten sich Leonard Bernstein und Alois Springer kennen, woraufhin Springer von 1967 bis 1968 als persönlicher Mitarbeiter Bernsteins und Assistant Conductor der New Yorker Philharmoniker tätig war. In der TV-Reihe „Young people’s concerts“ stellte er am 27. Januar 1968 als Dirigent der New Yorker Philharmoniker den 14-jährigen Cellisten Lawrence Foster vor. Springer verließ New York 1968, als er das Angebot erhielt, Chefdirigent der Philharmonia Hungarica zu werden. Mit diesem Orchester, an dessen Spitze er bis 1971 stand, feierte er große Erfolge und ging weltweit auf Tournee.
Springer spielte außerdem u. a. mit dem Boston Philharmonic Orchestra, den Berliner Symphonikern, den Hamburger Symphonikern, den Stuttgarter Philharmonikern, der Staatlichen Philharmonie Sofia, dem Sofia Solistenensemble, dem Rousse Philharmonic-Orchestra, der Staatlichen Philharmonie Plovdiv, dem Moskau Festival-Orchestra, dem RIAS-Symphonieorchester Berlin, dem SWR Sinfonieorchester Baden-Baden und Freiburg, Heidelberger Kammerorchester und dem Südwestdeutschen Kammerorchester Pforzheim.
Im Jahr 2000 dirigierte Springer in Deutschland eines der letzten Konzerte des Orchesters Philharmonia Hungarica, das 2001 aufgelöst wurde. Ein letztes Mal dirigierte er die inzwischen für Festivals neu strukturierte Neue Philharmonia Hungarica zum Gedenken an den 50. Jahrestag des Ungarnaufstands und der Gründung der Philharmonia Hungarica im Oktober 2006 im Theater der Stadt Marl i.W. Das Konzert wurde vom Deutschlandfunk als Konzertdokument der Woche mitgeschnitten und am 12. November 2006 ausgestrahlt.
2003 war Springer zudem Juror bei einem internationalen Kompositionswettbewerb in Griechenland.

## Ehrungen
- 1963: 1. Preis bei dem renommierten Dirigenten-Wettbewerb Concours international de jeunes chefs d’orchestre in Besançon, Frankreich
- 1964: 1. Preis bei dem deutschen Musikwettbewerb Bundesauswahl Konzerte Junger Künstler, Hannover
- 1965: Eleonore R. Crane Memorial Conducting Prize in Tanglewood, Massachusetts
- 1965: Koussevitzky Conducting Prize beim International Berkshire Music Festival
- 1967: 1. Preis und Goldmedaille bei der Dimitri Mitropoulos International Music Competition in New York

## Veröffentlichungen
- Alois Springer: …und Olkowitz liegt doch am Meer. Schönheit ist des Teufels, Autobiographie, ACABUS Verlag, Hamburg 2011, ISBN 978-3-86282-012-2